# My Name Is Earl
My Name Is Earl is een Amerikaanse situatiekomedie van NBC die oorspronkelijk liep van 20 september 2005 tot en met 14 mei 2009. De serie is ontwikkeld en geschreven door Greg Garcia en geproduceerd door Garcia en Marc Buckland. De serie is geproduceerd door Twentieth Century Fox Television. In Nederland worden de afleveringen uitgezonden door RTL 7 en Comedy Central.

## Verhaal
Earl Hickey (Jason Lee) is een notoire dief en heeft in zijn leven net één foutje te veel gemaakt. Desondanks zorgt een ommekeer van het lot ervoor dat hij iets meemaakt wat zijn leven drastisch verandert. Earl wint 100.000 dollar met een kraslot, maar wordt nog geen 10 seconden later aangereden door een oud vrouwtje in een auto. Hij verliest daarbij het winnende lot en belandt in het ziekenhuis.
In het ziekenhuis ziet hij op televisie Last Call with Carson Daly, waarin Daly zegt dat zijn succes een rechtstreeks gevolg is van het feit dat hij goede dingen voor mensen doet. Hij noemt het een kwestie van karma. Hierdoor gaat Earl zijn leven en vooral zijn ongeluk in het licht van karma bekijken. In de hoop op een beter leven maakt hij een lijst met alle slechte dingen die hij ooit mensen heeft aangedaan, beginnend bij Kenny James (gastrol, Gregg Binkley), een oud-klasgenoot die Earl vroeger altijd pestte.
Samen met zijn broer Randy (Ethan Suplee) en de sexy Catalina (Nadine Velazquez) gaat Earl de strijd aan met "de lijst" door al zijn slechte daden goed te maken. Darnell (Eddie Steeples), de eigenaar van de Crab-Shack waar Earl geregeld een biertje pakt, biedt zijn hulp aan. Earls ex-vrouw Joy (Jaime Pressly) wil alleen helpen als ze er zelf beter van wordt.

## Personages
Earl J. Hickey (Jason Lee)Earl is de protagonist van de serie, die een crimineel verleden met zich meetrekt. Toen Earl op een dag een kraslot van 100.000 dollar vond, rende hij vol blijdschap de weg op, maar werd direct aangereden door een oude vrouw. In het ziekenhuis realiseert Earl zich dat dit ongeluk een kwestie van karma was, en maakt een ommekeer in zijn leven, maakt een lijst met slechte daden, en na zijn eerste goede daad (afval opruimen) waait zijn loterijlot terug. Carl (Earls vader) was van plan om hem bij zijn geboorte naar zichzelf te vernoemen, maar door zijn cursieve C leek het op een E. Earl is bang voor vliegen en naalden, als hij liegt praat hij met een hogere stem en hij kan op foto's zijn ogen nooit openhouden.
Randy Hickey (Ethan Suplee)Randy is Earls broer. Hij heeft een beperkte intelligentie, maar heeft het beste met zijn vrienden voor. Randy trekt vaak een dom gezicht. Toen Earl een tijdje in de gevangenis zat, moesten Joy en Darnell op Randy passen. Hij heeft een nep-huwelijk met Catalina de schoonmaakster, al trouwde ze in Mexico met Earl, om legaal de Verenigde Staten binnen te kunnen komen, maar op het laatst toch met Randy.
Catalina Aruca (Nadine Velazquez)Catalina is de Mexicaanse, sexy huishoudster in het appartement van Earl en Randy, en heeft een relatie gehad met Randy. Vanwege haar sexy uiterlijk wordt ze veel gewaardeerd, al is haar vriendin Joy erg jaloers op haar. Ze werkt als paaldanseres in club Chubby.
Joy Darville/Hickey/Turner (Jaime Pressly)Joy is Earls luie ex-vrouw, die eigenlijk nooit iets nuttigs doet. Ze kwam in contact met Earl toen ze zwanger was van haar eerste kind en wanhopig op zoek was naar een man. Ze wist Earl met een list het huwelijk in te krijgen. Zonder dat Earl het wist, ging Joy ook met Darnell naar bed, en weer raakte ze in verwachting. Earl hoopte dat dit kind van hem zou zijn, maar ontdekte al gauw dat zijn vrouw vreemd was gegaan omdat de nieuwe baby zwart was.
Darnell 'Crabbman' Turner (Eddie Steeples)Darnell is de werknemer van de Crabshack, Earls stamkroeg waar hij en zijn vrienden regelmatig een biertje pakken. Hij staat onder bescherming van de 'Witness Protection ', en was als Harry Monroe verhuisd naar Camden als Darnell Turner. Hij ging eerst achter Earls rug om met Joy, maar daar had Earl verder geen problemen mee, al ruïneerde Earl wel de bruiloft van Joy en Darnell.

## Andere personages
Patty de 'Daytime Hooker'een vriendelijke prostituee die 's avonds werkt als serveerster. Ze helpt Earl regelmatig. In de aflevering "Witch Lady" wordt haar volledige naam onthuld als Weezmer Patricia.
Kenny James,een oud-klasgenoot van Earl. Earl komt er later achter dat Kenny homo is, en helpt hem daarmee ook weer om te gaan.
Tim Spaansde beroemdste persoon uit Camden, hij heeft een zware verslaving aan wodka en weet nooit echt wat er om hem heen allemaal aan de hand is.
Nescabar Aloplopeen (illegale) vriend van Earl. Earl heeft hem ontmoet toen hij les gaf aan mensen, dit deed hij omdat hij vroeger mensen met een accent belachelijk maakte.
Little Chubbyhij is de baas van bijna heel Camden, maar hij gedraagt zich tegelijk als een etterbak tegen iedereen. Hiervoor heeft Earl hem in zijn ballen getrapt en zo zijn mannelijke-hormoonproductie gestopt. Hij wordt hierdoor aardig, Earl helpt hem en daarna wil Little Chubby wraak, maar op het eind neemt hij de klap van de honkbal op om Earl te redden aangezien hij liever aardig is.

## Verloop
In seizoen 1 is veel te zien van het verleden van Earl. Door middel van de flashbacks wordt duidelijk wat de leefwijze van Earl en zijn vrienden was voordat hij karma ontdekt. Alle slechte dingen maakt hij een voor een goed, hoewel dat hem weleens in problemen brengt.
Tegen het einde van seizoen 2 komt de rechtszaak van Joy, nadat Earl gevreeën heeft met Joy haar dove advocate en zij erachter komt dat hij een keer bij haar op een niet zo stille manier heeft ingebroken met Randy staan ze in de rechtszaak en het blijkt goed te gaan. Maar aan het einde blijkt Joy toch degene te zijn die de vrachtwagen gestolen zou hebben aangezien ze toch wel behoorlijk agressief blijkt te zijn. Earl zegt dat hij de vrachtwagen heeft gestolen. Hij doet dit om Joy uit de gevangenis te houden aangezien dit haar 'Third Strike' is, maar dan krijgt hij 2 jaar cel. In de gevangenis ontmoet hij Billy (Alyssa Milano), die op dat moment nog de vriendin is van Frank, een vriend van Earl. De relatie tussen Billy en Frank gaat uit en Billy komt weer op het rechte pad. Wanneer Earl uit de gevangenis komt is hij zat van de lijst. Hij baalt ervan dat karma alleen maar goede dingen voor anderen in petto heeft, en niet voor hem. Hij schuift de lijst aan de kant en wordt weer de oude, slechte Earl. Op dat moment wordt hij weer aangereden door een auto. Vlak voor hij in coma raakt ziet hij wie hem heeft aangereden. Het is Billy. Vervolgens wordt Billy zelf ook aangereden.
Vanwege de schrijversstakingen in Hollywood kwam de serie eind 2007 stil te liggen. Op 3 april 2008 was in de VS seizoen 3 hervat met een dubbele aflevering (I Won't Die With A Little Help From My Friends). Hierin speelde Paris Hilton een kleine bijrol. Meer dan een aantal keren de tekst "That Is Hot" hoefde ze niet uit te brengen.
Als Earl uit zijn coma komt gaat hij direct op zoek naar Billy. Karma helpt hem een handje en in episode 19 van het derde seizoen (Love Octagon) trouwen Billy en Earl. Earl kan echter niet wennen aan de dominante Billy. In de laatste episode van seizoen 3 (Camdenites Part I & II) scheiden ze en sluit Billy zich aan bij de leefgemeenschap van de Camdenites, waar ze zich erg thuis voelt. Ze geeft Earl de 72.000 dollar verzekeringsgeld die ze heeft gekregen na haar auto-ongeluk. Met dit geld kan Earl in seizoen 4 weer aan de slag met het afwerken van zijn lijst.
Seizoen 4 is in het najaar van 2008 van start gegaan in de VS. De serie is teruggekeerd naar het oorspronkelijke gegeven: Earl die zijn karma-lijst afwerkt om de fouten uit zijn verleden te herstellen. Halverwege het seizoen, eind januari 2009, lijkt het erop dat Darnell (Eddie Steeples) de serie zal gaan verlaten, in de twee episodes "Darnell outed part 1" en "Darnell outed part 2" (episodes 15 & 16). Zijn getuigenbeschermingsprogramma loopt gevaar doordat Joy op tv zijn werkelijke naam heeft geroepen. Het hele gezin krijgt een nieuwe identiteit en na veel omzwervingen komen Joy & Darnell in een rijke buurt terecht, waar Joy echter moeite heeft om geaccepteerd te worden door haar rijke buurvrouwen. In de dubbelgetitelde episode "My Name is Alias" of "Darnell's Dad" (episode 19) komt Darnells vader zijn zoon een voorstel doen over hoe hij uit het getuigenbeschermingsprogramma kan komen zonder gevaar te lopen. Darnell accepteert het voorstel en keert met zijn gezin terug naar Camden. Aan het einde van het seizoen (dat 27 episodes telt) komt er verrassend nieuws over het gezin van Joy en Darnell. Allereerst blijkt uit een DNA-test dat Dodge niet de zoon is van Earl, zoals Joy altijd beweerd heeft, en ook niet van Chubby Jr., zoals Joy echt denkt, maar is hij echt de zoon van Earl zelf. Uit hetzelfde DNA-onderzoek blijkt echter dat het DNA van Earl Jr. ondanks zijn donkere huidskleur niet overeenkomt met dat van Darnell. Met deze cliffhanger sluit seizoen 4 af.
De show is in 2009 na vier seizoenen door NBC beëindigd. De producent heeft verschillende netwerken benaderd met het voorstel de show over te nemen. Dat heeft niet tot een nieuwe samenwerking geleid.